# 台中市立清水高級中学
台中市立清水高級中学（たいちゅしりつせいすいこうきゅうちゅうがく、英語: Taichung Municipal Cingshuei Senior High School）は台湾の台中市に位置する高級中学である。略称は清水高中とCSHSである。

## 校史
1922年8月（大正11年）、清水高中の現在地に清水尋常小学校（1921年4月設立）の新校舎が完成した。 1925年に高等科を設置し、清水尋常高等小学校に改称した。1945年の第二次世界大戦の終結後、学校は廃止された。
1946年3月、同じ学校敷地内に「台中県清水中学校」569が設立され、男子2校、女子1校の準備授業が行われた。開会式は同年4月20日に行われ、後に学校の日として指定された。同年7月に準備コースが終了し、9月に中学1年生が試験を受けて設立された。 1948年8月、3年生のクラス2人の男の子と1人の女の子が採用された。
1950年2月、高校を開校し、春に1年生の高校生の新しいクラスを募集した。 8月、中高一貫教育校になり、「台中県清水中学校」に再編された。新入生のために2つのクラスが追加で募集される。現在、学校には15のクラスがある。
1952年8月、教育省に従属し、「清水中学校」に改称された。
1962年4月、新しい講堂と科学博物館が完成した。
1967年9月には、高校と中学校で57のクラスがあり、2,740人の生徒がいた。これは、学校でクラスの数が最も多い年であった。 
1968年に9年間の全国教育が実施され、中学校は入学を停止し、生活教育の優れた学校として教育省によって選ばれた「清水高等学校」に再編された。 1969年11月に、通常の教室が3階建てになった4次元の建物が完成し、開校した。学校の入り口にある講堂は、学校で最も古い建物である。
1970年7月、すべての中学校が終了し、高校は独占的に運営された。 61学年度後、彼らは34クラスの学生に残る。 
1979年4月に新しい図書館が完成し、開館した。図書館はキャンパス内西側にあり、2階建てで、1階は図書館、2階は閲覧室と会議室である。 1981年12月、新しい科学博物館の建物が建設され、年末に完成した。新しい科学博物館には、物理学、化学、生物学の2つの研究所と、地球科学研究所、数学研究所、視聴覚教室用の1つの研究所がある。
2013年4月にレクスビルがオープンした。コンサートホール、学生食堂、健康・看護教室、地球科学教室、リズム教室、英語教室、演劇教室、ハウスキーピング教室、料理教室、生命科学技術教室がある。音楽教室用の3つの一般教室と特殊教育グループ用のオフィスもある。同年5月、キャンパスとレクスビルを結ぶ2階建ての空の回廊が完成し、開通した。